# Moulin Bernier
Le moulin Bernier est un moulin à farine et à scie, un moulin à eau, dans le village de Courcelles à Courcelles–Saint-Évariste (Québec, Canada). Construit en 1888, il est l'un des derniers moulins à eau du Québec au Canada. Il a cessé de faire farine en 1957. Le moulin à scie fut en opération jusque dans les années 1980. Cité immeuble patrimonial en 1991, il est maintenant un centre d'interprétation du patrimoine de Courcelles et de la rivière aux Bluets.

## Histoire

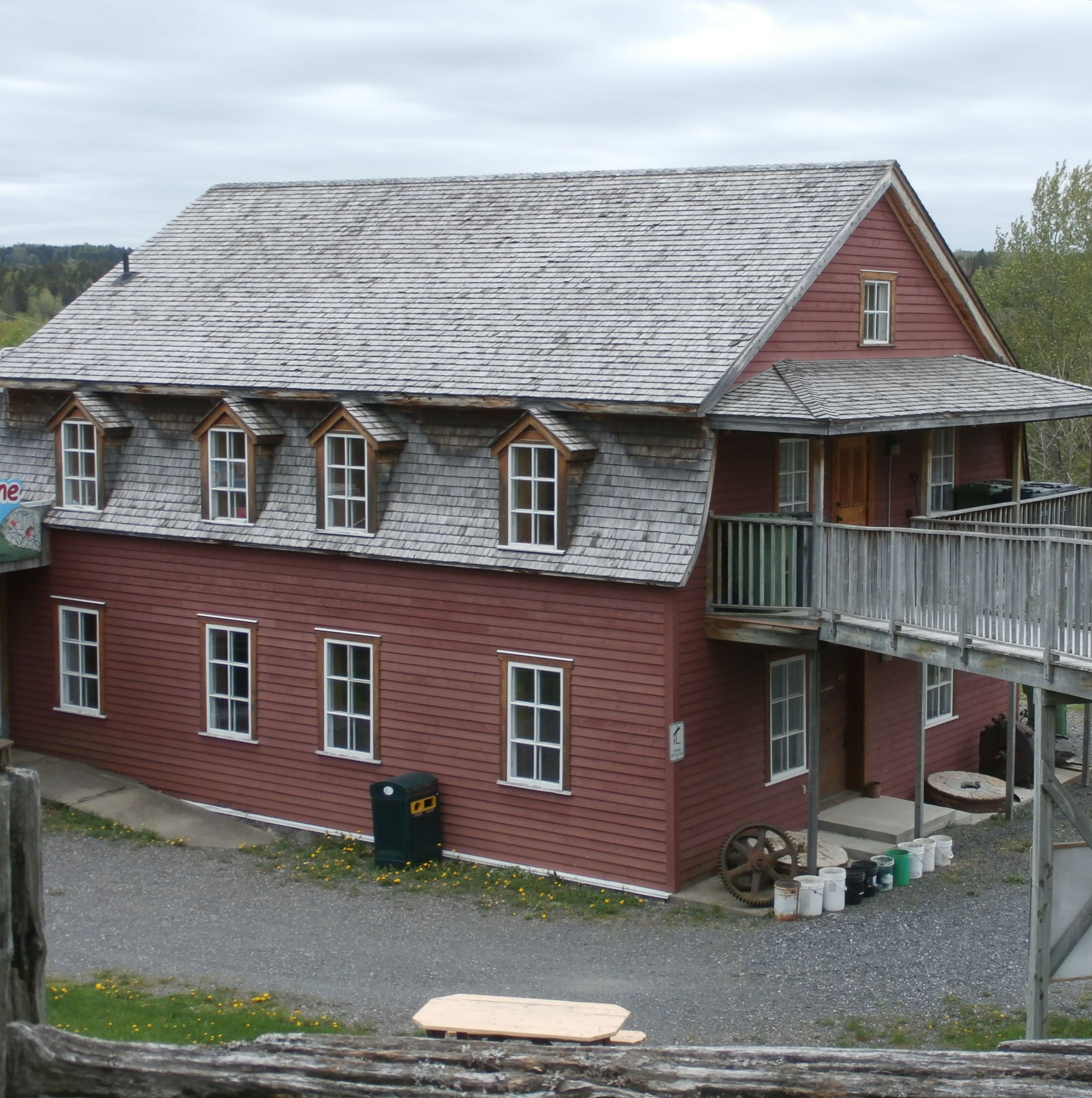
Moulin Bernier à Courcelles.

En 1865, Pierre Morin construit un barrage de tronc sur la rivière aux Bluets pour alimenté un premier moulin à scie et à farine. Pierre Morin fils démoli le premier moulin en 1888 et construit l'actuel. Ce dernier est plus gros que le précédent et comprend un logement pour le meunier à l'étage. En 1900, le Chemin de fer Québec Central construit la ligne entre Lac-Mégantic et Tring-Jonction. Cette ligne et le moulin participe à la fondation de Courcelles. 
En 1906, François Bernier et Cédulie Gagnon font l’acquisition du moulin et y élèvent leurs 13 enfants. Le moulin répond au besoin d'une centaine de famille autour de Courcelles. À partir de 1922, son fils Gérard commence à faire fonctionner le moulin et en 1945 il devient responsable de ce dernier. Face à l'industrialisation de la meunerie, l'équipement devient désuet et le cout de modernisation trop élevé, Gérard décide de démanteler les meules. L'activité de sciage du bois se poursuit jusqu'à sa retraite en 1980, où il vent l'équipement. En 1982, Gérard Bernier décide de remonter le moulin à farine et ressort les deux meules qu'il avait enfuis. La municipalité de Courcelles fait l'acquisition du moulin en 1991. Il est cité est cité Immeuble patrimonial par la municipalité le 23 décembre 1991.
En 2002 et 2003 ce dernier est restauré avec l'aide du meunier Ronald Lapierre, de Saint-Norbert-d'Arthabaska. Une annexe de facture contemporaine est ajouter à l'arrière pour accéder à l'étage. La passerelle permettant l'accès la rue du Moulin, détruite en 1957, est reconstruite.

## Construction
- Date de construction : 1888
- Nom du constructeur : Pierre Morin (fils)[2]
- Nom du propriétaire initial : Pierre Morin[2]